# Nectandra viburnoides
Nectandra viburnoides är en lagerväxtart som beskrevs av Carl Daniel Friedrich Meisner. Nectandra viburnoides ingår i släktet Nectandra och familjen lagerväxter. Inga underarter finns listade i Catalogue of Life.